# كودي هانسون
كودي هانسون (بالإنجليزية: Cody Hanson)‏ هو كاتب أغاني أمريكي، ولد في 24 مايو 1982 في بلينو في الولايات المتحدة.

## وصلات خارجية
- الموقع الرسمي